# Takahiro Fukushige
Pour les articles homonymes, voir Fukushige.
Takahiro Fukushige (福重 隆浩, Fukushige Takahiro), né le 3 mai 1962 à Chōfu, dans la préfecture de Tokyo, est un homme politique japonais actif dans la préfecture de Gunma. Depuis le 31 octobre 2021, il est député du Kōmeitō dans la Chambre des représentants du Japon.

## Biographie
Takahiro Fukushige naît dans la ville de Chōfu en 1962. En 1985, il est diplômé de la faculté d'administration des affaires de l'université Sōka. La même année, il commence à travailler pour Tokyo Cosmos Electric (東京コスモス電). 
En 2003, sous la bannière du Kōmeitō, il se présente aux élections de la Chambre d'assemblée de la préfecture de Gunma pour la circonscription de la ville de Takasaki, auxquelles il est élu. Il sert cinq mandats.
Aux élections législatives japonaises de 2021, le Kōmeitō choisit Fukushige comme seul candidat pour le Bloc de représentation proportionnel du Nord-Kantō (en), dans lequel 19 députés peuvent être élus. Fukushige est finalement élu comme dix-neuvième député le 31 octobre 2021.